# Nart Suchum
Der FK Nart Suchum (russisch ФК Нарт Сухум) ist ein Fußballverein aus der abchasischen Hauptstadt Sochumi. Er spielt in der höchsten Spielklasse des Landes. Mit acht Meistertiteln ist er zudem der erfolgreichste Fußballverein der international nur von wenigen Staaten anerkannten Kaukasusrepublik. Der 1997 gegründete Verein konnte die abchasische Meisterschaft erstmals 1999 gewinnen und dominiert den abchasischen Fußball insbesondere seit den letzten Jahren. Der abchasische Unternehmer Beslan Butba ist seit 2005 Präsident des Clubs.